# تعزيز (علم النفس)
في علم النفس السلوكي، التعزيز (بالإنجليزية: Reinforcement)، هو عملية تدعيم السلوك المناسب أو زيادة احتمالات تكراره في المستقبل بإضافة مثيرات إيجابية أو إزالة مثيرات سلبية بعد حدوثه. ولا تقتصر وظيفة التعزيز على زيادة احتمالات تكرار السلوك في المستقبل، فهو ذو أثر إيجابي من الناحية الانفعالية أيضاً حيث يؤدي التعزيز إلى تحسين مفهوم الذات وهو أيضا يستثير الدافعية ويقدم تغذية راجعة بناءة. ويُعرّف أيضاً بأنه عملية زيادة تكرار حدوث سلوك قليل التكرار أو الإبقاء على درجة تكرار سلوك كثير التكرار. وللتعزيز أهمية كبرى في تيسير التعلم وتحسين مخرجات التدريس.

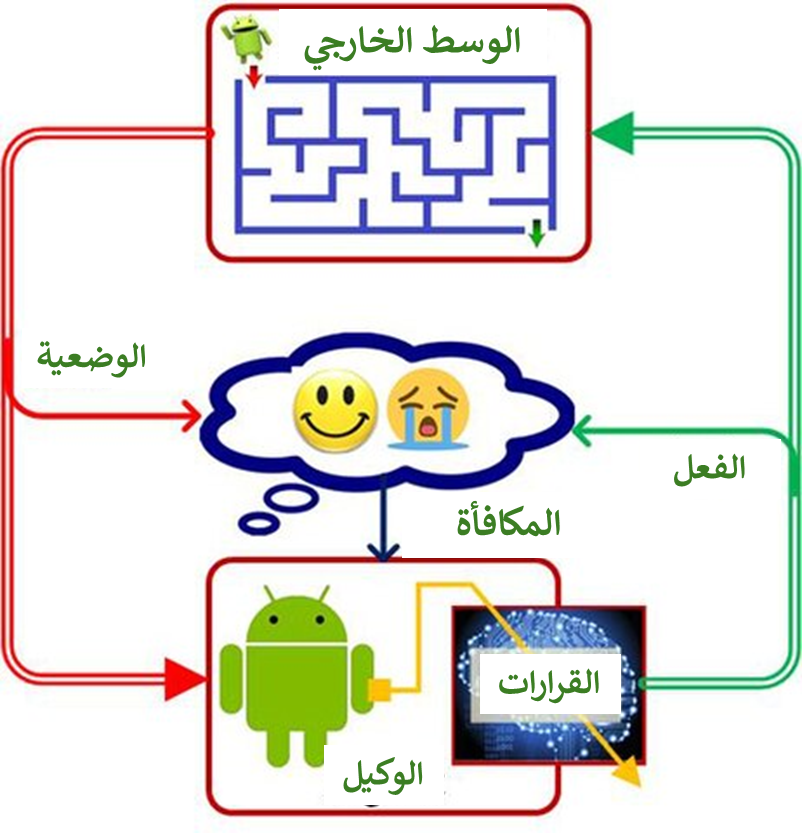
نموذج لسيناريو التعزيز

ويأخذ التعزيز أشكالاً عديدة، فهو قد يكون أولياً أو ثانوياً وقد يكون إيجابياً أو سلبياً. كما قد يكون التعزيز طبيعياً (أي أن علاقته بالسلوك منطقية ومألوفة) أو اصطناعياً (أي أن علاقته بالسلوك غير مألوفة) وقد يكون خارجياً (بمعنى أن شخصا ما يقدم التعزيز) أو داخلياً (بمعنى أن الشخص يعزز سلوكه ذاتيا).
وبالرغم من أن التعزيز من أكثر أساليب تعديل السلوك الإنساني فاعلية فإن ذلك لا يعني استخدامه عشوائيا. فالتعزيز الفاعل هو التعزيز المشروط الذي يتوقف على طبيعة السلوك. وذلك يعني ضرورة تعزيز السلوك المناسب وعدم تعزيز السلوك غير المناسب.

## الأنواع
ومن ضمن أنواعه:
- التعزيز الإيجابي (بالإنجليزية: Positive Reinforcement): وهو يتمثل في أي مثير أو ظرف يؤدي وجوده إلى زيادة قوة الاستجابة أو تدعيمها .
- التعزيز السلبي (بالإنجليزية: Negative Reinforcement): يتمثل في أي مثير أو ظرف يؤدي توقف تقديمه أو استبعاده إلى زيادة أو تدعيم قوة الاستجابة. ويحدث التعزيز السالب بصورة نموذجية عند وقف تقديم أو استبعاد مثير منفر، والمثير المنفر عبارة عن مثير أو حدث غير مرغوب فيه أو مؤذي (ضار) بالنسبة للكائن الحي.
- التعزيز الثابت (بالإنجليزية: Hard Reinforcement): يعزز المتعلم بعد عدد من الاستجابات، ويظل هذا النظام ثابتاً في هذا النوع من الدراسة.
- التعزيز المتقطع (بالإنجليزية: Intermittent Reinforcement): في هذا النظام لا يقدم المعزز بعد عدد معين الاستجابات، وإنما يقدم بعد كل عدد مختلف من الاستجابات في ظروف مختلفة، فمثلاً يقدم المعزز بعد كل سبع استجابات وبعد فترة يقدم بعد كل ثلاث استجابات، وبعد فترة أخرى بعد كل عشر استجابات يصدرها المتعلم وهكذا.